# Riserva naturale del Lago di Canterno
La riserva naturale del Lago di Canterno è un'area naturale protetta situata nei comuni di Ferentino, Fiuggi, Fumone, Torre Cajetani e Trivigliano, in provincia di Frosinone. La riseva si estende su 1.824 ettari ed è stata istituita nel 1997. La riserva, caratterizzata dalla zona umida costituita dal lago di Canterno, è gestita dall'Azienda Speciale Consortile Riserva Naturale Lago di Canterno.
La riserva, anche se non molto estesa, presenta una notevole varietà di ambienti naturali, ciascuno dei quali è legato ad una determinata flora e fauna.

## Flora
L'area nord-orientale della riserva è caratterizzata da boschi misti di latifoglie, cerreti e isolati rimboschimenti a conifere. Sul fondovalle si incontrano boschi igrofili di salici e pioppi.

## Fauna
Molte sono le specie di uccelli presenti, sia stanziali che di passo. Tra gli acquatici ci sono il cormorano (Phalacrocorax carbo), l'airone cenerino (Ardea cinerea), l'airone bianco (Ardea alba), la garzetta (Egretta garzetta), lo svasso maggiore (Podiceps cristatus), la gallinella d'acqua (Gallinula chloropus), la folaga (Fulica atra), il germano reale (Anas platyrhynchos), il cavaliere d'Italia (Himantopus himantopus), il martin pescatore (Alcedo atthis), il cuculo (Cuculus canorus) ed altri ancora. Tra i rapaci sono abbondanti il gufo comune (Asio otus), l'allocco (Strix aluco), il barbagianni (Tyto alba), la poiana (Buteo buteo), il gheppio (Falco tinnunculus) lo sparviero (Accipiter nisus), il falco pecchiaiolo (Pernis apivorus), il nibbio bruno (Milvus migrans).
Per quanti riguarda i mammiferi c'è la volpe (Vulpes vulpes), la faina (Martes foina), lo scoiattolo (Sciurus vulgaris), il cinghiale (Sus scrofa), l'istrice (Hystrix cristata), il tasso (Meles meles), la talpa (Talpa europaea), il riccio (Erinaceus europaeus), la lepre (Lepus europaeus).

Il lago inoltre è sempre stato un'attrattiva per molti pescatori, infatti molte sono le specie ittiche presenti: la carpa (Cyprinus carpio), l'anguilla (Anguilla anguilla), la tinca (Tinca tinca), il persico (Perca fluviatilis), il carassio (Carassius carassius).